# Qiu Hongxia
Qiu Hongxia (in cinese: 邱红霞S; Qiaoting, 10 febbraio 1982) è un'ex sollevatrice cinese campionessa mondiale che ha gareggiato nella categoria dei pesi piuma (fino a 53 kg.).

## Carriera
Nel 2001 Qiu Hongxia vinse la medaglia d'argento ai Campionati mondiali di Antalya con 207,5 kg. nel totale, battuta dalla taiwanese di origine cinese Li Feng-ying (210 kg.).
Cinque anni dopo realizzò il suo più grande successo, conquistando la medaglia d'oro ai Campionati mondiali di Santo Domingo 2006 con 226 kg. nel totale e stabilendo nell'occasione i record mondiali nella prova di slancio e nel totale.
Si ritirò dall'attività agonistica nel 2013 e nello stesso anno si laureò all'Università dello Sport di Pechino, diventando poi allenatrice di sollevamento pesi.